# Pedicularis tibetica
Pedicularis tibetica är en snyltrotsväxtart som beskrevs av Adrien René Franchet. Pedicularis tibetica ingår i släktet spiror, och familjen snyltrotsväxter. Inga underarter finns listade i Catalogue of Life.